# Discografia de Train
A discografia da banda norte-americana de pop rock Train fundada em 1994 consiste de cinco álbuns de estúdio, quatro extended plays, dezessete singles, um álbum ao vivo e dois álbuns de video. Train apareceu para o mundo pela primeira vez em 1995 no álbum Christmas Time in San Francisco com a canção "Father's Day (acoustic)". Um ano mais tarde eles lançaram de forma independente o álbum auto-intitulado e dois anos mais tarde, em fevereiro de 1998, este álbum foi lançado pela gravadora Aware/Columbia Records.
Train já vendeu mais de 4 milhões de cópias apenas nos Estados Unidos. Eles ficaram conhecidos por singles de sucesso como "Meet Virginia", "Calling All Angels", o duas vezes vencedor do Grammy "Drops of Jupiter (Tell Me)" e pelo multi-platinado "Hey, Soul Sister" de 2010.

## Álbuns

### Álbuns de estúdio
| Ano                                          | Detalhes                                                                                 | Melhor posição | Melhor posição | Melhor posição | Melhor posição | Melhor posição | Melhor posição | Melhor posição | Melhor posição | Melhor posição | Melhor posição | Certificações (Vendas) |
| Ano                                          | Detalhes                                                                                 | EUA            | AUS            | CAN            | ALE            | ITA            | HOL            | NZL            | SUE            | SUI            | UK             | Certificações (Vendas) |
| -------------------------------------------- | ---------------------------------------------------------------------------------------- | -------------- | -------------- | -------------- | -------------- | -------------- | -------------- | -------------- | -------------- | -------------- | -------------- | ---------------------- |
| 1998                                         | Train - Lançamento: 24 de fevereiro de 1998 - Gravadora: Aware/Columbia Records          | 76             | —              | —              | —              | —              | —              | —              | —              | —              | —              | - EUA: Platina         |
| 2001                                         | Drops of Jupiter - Lançamento: 27 de março de 2001 - Gravadora: Columbia Records         | 6              | 3              | 14             | 35             | 20             | 3              | 20             | 39             | 32             | 8              | - UK: Ouro             |
| 2003                                         | My Private Nation - Lançamento: 3 de junho de 2003 - Gravadora: Columbia Records         | 6              | 29             | —              | —              | —              | —              | 44             | —              | 91             | 100            | - EUA: Platina         |
| 2006                                         | For Me, It's You - Lançamento: 31 de janeiro de 2006 - Gravadora: Columbia Records       | 10             | —              | —              | —              | —              | —              | —              | —              | —              | —              | -                      |
| 2009                                         | Save Me, San Francisco - Lançamento: 27 de outubro de 2009 - Gravadora: Columbia Records | 17             | 8              | 56             | 43             | 64             | 13             | 21             | —              | 34             | 33             | - AUS: Platina         |
| 2012                                         | California 37 - Lançamento: 17 de abril de 2012 - Gravadora: Columbia                    | 4              | 9              | 6              | 25             | 39             | 16             | 17             | —              | 14             | 7              | - UK: Ouro             |
| 2014                                         | Bulletproof Picasso - Lançamento: 12 de setembro de 2014 - Gravadora: Columbia           | 5              | 15             | 7              | 46             | 44             | 18             | 32             | —              | 15             | 9              | -                      |
| 2017                                         | A Girl, a Bottle, a Boat - Lançamento: 27 de janeiro de 2017 - Gravadora: Columbia       | 8              | 5              | —              | —              | —              | 61             | 2              | —              | 54             | 13             | -                      |
| 2017                                         | AM Gold - Lançamento: 20 de maio de 2022 - Gravadora: Columbia                           | —              | —              | —              | —              | —              | —              | —              | —              | —              | —              | -                      |
| "—" Não entrou na tabela musical deste país. |                                                                                          |                |                |                |                |                |                |                |                |                |                |                        |

### Álbum ao vivo
| Ano  | Detalhes                                                                          | Melhor posição |
| Ano  | Detalhes                                                                          | EUA            |
| ---- | --------------------------------------------------------------------------------- | -------------- |
| 2004 | Alive at Last - Lançamento: 2 de novembro de 2004 - Gravadora: Columbia Records   | 48             |
| 2010 | iTunes Session - Lançamento: 10 de setembro de 2010 - Gravadora: Columbia Records | 84             |

### Extended plays
| Ano  | Detalhes                                                                        |
| ---- | ------------------------------------------------------------------------------- |
| 1998 | Live from Fantasy Studios - Lançamento: 1998 - Gravadora: Columbia Records      |
| 1999 | One and a Half - Lançamento: 21 de outubro de 1999 - Gravadora: Aware Records   |
| 2003 | Live in Atlanta - Lançamento: 31 de julho de 2003 - Gravadora: Columbia Records |
| 2005 | Get To Me EP - Lançamento: 16 de agosto de 2005 - Gravadora: Columbia Records   |
| 2010 | Hey, Soul Sister: Remixes EP - Lançamento: 2010 - Gravadora: Columbia Records   |

### Álbuns de vídeo
| Ano  | Detalhes                                                                            |
| ---- | ----------------------------------------------------------------------------------- |
| 2001 | Midnight Moon - Lançamento: 11 de fevereiro de 2002 - Gravadora: Sony Music Studios |
| 2002 | She's on Fire - Lançamento: 2 de julho de 2002 - Gravadora: Sony Music Studios      |

## Singles
| 1998                                         | "Free"                                         | —   | —  | —  | 12 | —  | —  | —  | —  | —  | —  | —  | —   |                   | Train                    |
| 1999                                         | "Meet Virginia"                                | 20  | 2  | 25 | 21 | 91 | 15 | —  | —  | —  | —  | —  | —   |                   | Train                    |
| 2000                                         | "I Am"                                         | —   | 35 | —  | —  | —  | —  | —  | —  | —  | —  | —  | —   |                   | Train                    |
| 2001                                         | "Ramble On"                                    | —   | —  | —  | —  | —  | —  | —  | —  | —  | —  | —  | —   |                   | Sem álbum                |
| 2001                                         | "Drops of Jupiter (Tell Me)"                   | 5   | 1  | 11 | 19 | 5  | —  | 73 | 33 | 5  | 5  | 45 | 10  | - UK: Platina     | Drops of Jupiter         |
| 2001                                         | "Something More"                               | —   | 20 | —  | —  | 87 | —  | —  | —  | 70 | —  | —  | —   |                   | Drops of Jupiter         |
| 2002                                         | "She's on Fire"                                | —   | 21 | —  | 40 | 57 | —  | —  | —  | 88 | —  | —  | 49  |                   | Drops of Jupiter         |
| 2003                                         | "Calling All Angels"                           | 19  | 1  | —  | 40 | 22 | —  | —  | —  | —  | 32 | —  | —   | - EUA: Platina    | My Private Nation        |
| 2004                                         | "When I Look to the Sky"                       | 74  | 9  | —  | —  | —  | —  | —  | —  | —  | 37 | —  | —   |                   | My Private Nation        |
| 2004                                         | "Ordinary"                                     | —   | 12 | —  | —  | —  | —  | —  | —  | —  | —  | —  | —   |                   | Spider-Man 2 OST         |
| 2005                                         | "Get to Me"                                    | 109 | 6  | —  | —  | —  | —  | —  | —  | —  | —  | —  | —   |                   | My Private Nation        |
| 2005                                         | "Cab"                                          | 104 | 9  | —  | —  | —  | —  | —  | —  | —  | —  | —  | —   |                   | For Me, It's You         |
| 2006                                         | "Give Myself to You"                           | —   | 34 | —  | —  | —  | —  | —  | —  | —  | —  | —  | —   |                   | For Me, It's You         |
| 2006                                         | "Am I Reaching You Now"                        | —   | —  | —  | —  | —  | —  | —  | —  | —  | —  | —  | —   |                   | For Me, It's You         |
| 2009                                         | "Hey, Soul Sister"                             | 3   | 1  | —  | —  | 1  | 3  | 7  | 1  | 3  | 2  | 3  | 18  | - UK: 2× PLatina  | Save Me, San Francisco   |
| 2010                                         | "If It's Love"                                 | 34  | 1  | —  | —  | 21 | 60 | —  | —  | —  | 28 | —  | —   | - AUS: Ouro       | Save Me, San Francisco   |
| 2010                                         | "Marry Me"                                     | 34  | 6  | —  | —  | —  | 47 | —  | —  | —  | —  | —  | —   | - EUA: 3× Platina | Save Me, San Francisco   |
| 2011                                         | "Save Me, San Francisco"                       | 75  | 7  | —  | —  | 61 | —  | —  | —  | —  | —  | —  | —   | - EUA: Ouro       | Save Me, San Francisco   |
| 2012                                         | "Drive By"                                     | 10  | 2  | —  | 44 | 13 | 11 | 3  | 8  | 4  | 3  | 3  | 6   | - UK: Platina     | California 37            |
| 2012                                         | "50 Ways to Say Goodbye"                       | 20  | 4  | —  | —  | 16 | 17 | —  | —  | 14 | —  | —  | 50  | - CAN: Ouro       | California 37            |
| 2012                                         | "Bruises" (featuring Ashley Monroe ou Marilou) | 79  | 11 | —  | —  | —  | 59 | —  | —  | 30 | —  | —  | 169 | - CAN: Ouro       | California 37            |
| 2012                                         | "Mermaid"                                      | 105 | 12 | —  | —  | —  | —  | —  | —  | 19 | —  | —  | 93  |                   | California 37            |
| 2014                                         | "Angel in Blue Jeans"                          | 79  | 8  | —  | —  | —  | 41 | 30 | —  | 23 | —  | —  | 58  | - EUA: Ouro       | Bulletproof Picasso      |
| 2014                                         | "Cadillac, Cadillac"                           | —   | 21 | —  | —  | —  | —  | —  | —  | —  | —  | —  | —   |                   | Bulletproof Picasso      |
| 2015                                         | "Bulletproof Picasso"                          | —   | 22 | —  | —  | —  | —  | —  | —  | —  | —  | —  | —   |                   | Bulletproof Picasso      |
| 2015                                         | "Give It All"                                  | —   | 35 | —  | —  | —  | —  | —  | —  | —  | —  | —  | —   |                   | Bulletproof Picasso      |
| 2016                                         | "Play That Song"                               | 41  | 6  | —  | —  | 8  | 69 | —  | —  | —  | —  | —  | 21  | - UK: Prata       | A Girl, a Bottle, a Boat |
| 2017                                         | "Drink Up"                                     | —   | 20 | —  | —  | —  | —  | —  | —  | —  | —  | —  | —   |                   | A Girl, a Bottle, a Boat |
| 2017                                         | "Lottery"                                      | —   | —  | —  | —  | —  | —  | —  | —  | —  | —  | —  | —   |                   | A Girl, a Bottle, a Boat |
| "—" Não entrou na tabela musical deste país. |                                                |     |    |    |    |    |    |    |    |    |    |    |     |                   |                          |

### Outras canções
| Ano                                          | Canção               | Melhor posição | Melhor posição | Melhor posição | Melhor posição | Melhor posição | Melhor posição | Melhor posição | Melhor posição | Melhor posição | Álbum                  |
| Ano                                          | Canção               | EUA            | AUS            | AUT            | CAN            | DIN            | ALE            | HOL            | SUI            | UK             | Álbum                  |
| -------------------------------------------- | -------------------- | -------------- | -------------- | -------------- | -------------- | -------------- | -------------- | -------------- | -------------- | -------------- | ---------------------- |
| 2010                                         | "Shake Up Christmas" | 99             | —              | 14             | 97             | 21             | 24             | 7              | 25             | 134            | Save Me, San Francisco |
| "—" Não entrou na tabela musical deste país. |                      |                |                |                |                |                |                |                |                |                |                        |

## Video clipes
| Ano  | Canção                                                 | Diretor                   |
| ---- | ------------------------------------------------------ | ------------------------- |
| 1999 | "Meet Virginia"                                        | Luke Scott                |
| 2001 | "Drops of Jupiter (Tell Me)" (Versão 1)                |                           |
| 2001 | "Drops of Jupiter (Tell Me)" (Versão 2)                | Nigel Dick                |
| 2001 | "She's on Fire"                                        | Marc Smerling             |
| 2002 | "Something More"                                       | Marc Smerling             |
| 2002 | "Drops of Jupiter (Tell Me)" (ao vivo do The Warfield) | Marc Smerling             |
| 2003 | "Calling All Angels"                                   | Shaun Peterson            |
| 2004 | "When I Look to the Sky"                               | Thomas Kloss              |
| 2004 | "Ordinary"                                             | Antti Jokinen             |
| 2005 | "I'm About to Come Alive"                              |                           |
| 2005 | "My Private Nation" (ao vivo)                          |                           |
| 2005 | "Get to Me" (ao vivo)                                  |                           |
| 2005 | "Cab"                                                  | Antti Jokinen             |
| 2006 | "Give Myself to You"                                   | Phil Andelman             |
| 2009 | "Hey, Soul Sister"                                     | Matthew Stawski           |
| 2010 | "If It's Love"                                         | Pete Wentz                |
| 2010 | "A Broken Wing" (com Martina McBride) (ao vivo)        | Jonathan Beswick          |
| 2010 | "Shake Up Christmas"                                   | Lex Halaby                |
| 2010 | "Marry Me"                                             | Lex Halaby                |
| 2011 | "Save Me, San Francisco"                               | Bill Fishman              |
| 2012 | "Drive By"                                             | Alan Ferguson             |
| 2012 | "50 Ways to Say Goodbye"                               | Marc Klasfeld             |
| 2012 | "Bruises" (featuring Ashley Monroe)                    | Alan Ferguson             |
| 2014 | "Angel in Blue Jeans"                                  | Brendan Walter, Mel Soria |
| 2014 | "Cadillac Cadillac"                                    | Matt Stawski              |
| 2015 | "Bulletproof Picasso"                                  | Brendan Walter, Mel Soria |
| 2015 | "Give It All"                                          | Bayan Joonam              |
| 2016 | "Play That Song"                                       | Travis Kopach             |
| 2017 | "Drink Up"                                             | SCANTRON & No. 2 Pencil   |